# Cressonsacq
Cressonsacq est une commune française située dans le département de l'Oise en région Hauts-de-France.
Ses habitants sont appelés les Cressonsacquois et les Cressonsacquoises.

## Géographie

### Localisation
- 1Carte dynamique
- 2Carte OpenStreetMap
- 3Carte topographique
- 4Carte avec les communes environnantes

Cressonsacq est une commune située à 68 km au nord de Paris, 35 km à l'est de Beauvais, 19 km à l'ouest de Compiègne et à 52 km au sud d'Amiens.

### Communes limitrophes
| Pronleroy | La Neuville-Roy |                       |
|           | Cressonsacq     | Grandvillers-aux-Bois |
| Cernoy    | Bailleul-le-Soc | Rouvillers            |

### Topographie et géologie

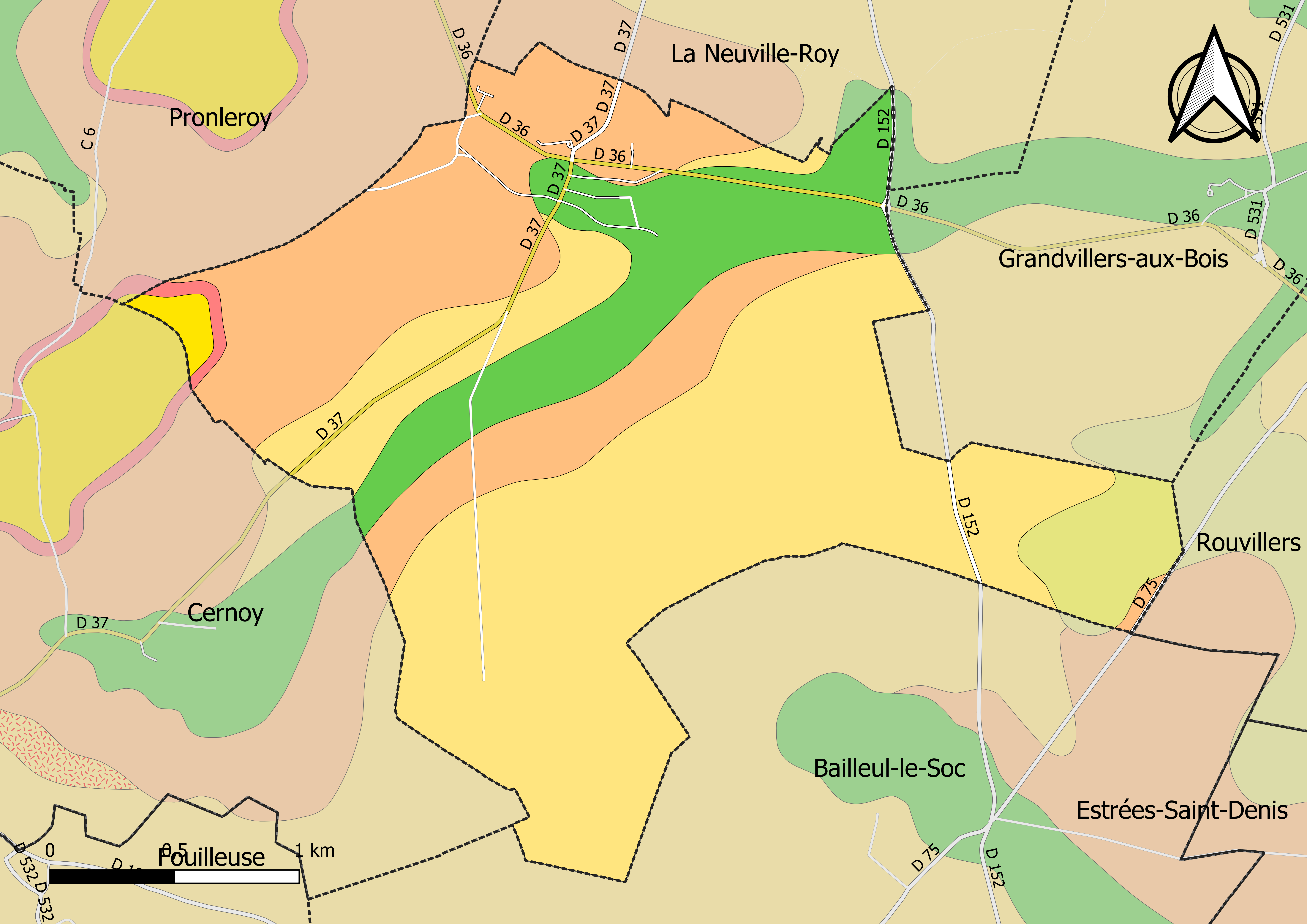
Carte géologique vectorisée et harmonisée de Cressonsacq.

Établie sur le plateau picard, la commune de Cressonsacq s'étend entre 81 et 130 mètres d'altitude. Le point le plus bas se situe entre le bourg et Grandvillers-aux-Bois à l'est, tandis que le point culminant se trouve au sud dans le bois de Cressonsacq. Le topographie révèle quelques vallées sèches dont la pente s'oriente vers l'est vers le nord tel le Fond de Belleval, la Vallée, la Fosse Notre-Dame ou le Fond d'Eraine ainsi que la butte de Caucremont s'étalant autour de 100 mètres. Le village s'étend entre 90 et 100 mètres au-dessus du niveau de la mer.
En 1835, Louis Graves indiquait que « Le territoire est assis dans une plaine légèrement inclinée au sud ; des bois le couvrent vers sa limite méridionale ».
|  | CF-FC : | Colluvions de dépressions, limons de fond de vallée sèche et de piedmont |
|  | Cl :    | Limon brun de pente colluvionné                                          |
|  | LP :    | Limons argileux des plateaux, à composante loessique                     |

|  | e4a :  | Marno-calcaires, argiles à lignite et argiles et sables coquilliers (faciès ‘Sparnacien’ indifférencié) (Yprésien inférieur) |
|  | e4a1 : | Marnes azoïques (‘Marnes de Sinceny’), Marnes sableuses à huitres (‘Marnes de Marquéglise’), calcaire laguno-marin (‘Calcaires de Mortemer’), sables calcaires (‘Calcaires de Clairoix’) (faciès ‘Sparnacien’ inférieur) (Yprésien basal) |
|  | e3 :   | Sables à débris coquilliers et sables à débris ligniteux (‘Sables de Bracheux’) (Thanétien supérieur) |

|  | C5 : | Craie blanche à silex à bélemnitelles (Campanien) |

La commune se trouve en zone de sismicité 1, c'est-à-dire très faiblement exposée aux risques de tremblement de terre.

### Hydrographie
La commune est située dans le bassin Seine-Normandie. Elle n'est drainée par aucun cours d'eau,.
Il subsiste trois mares dans le village, ainsi qu'un château d'eau. La présence de vallons témoigne de ruissellements, s'orientant à l'est vers le bassin versant de l'Aronde. Les zones les plus basses du territoire sont situées au-dessus de plusieurs nappes phréatiques sous-affleurantes.

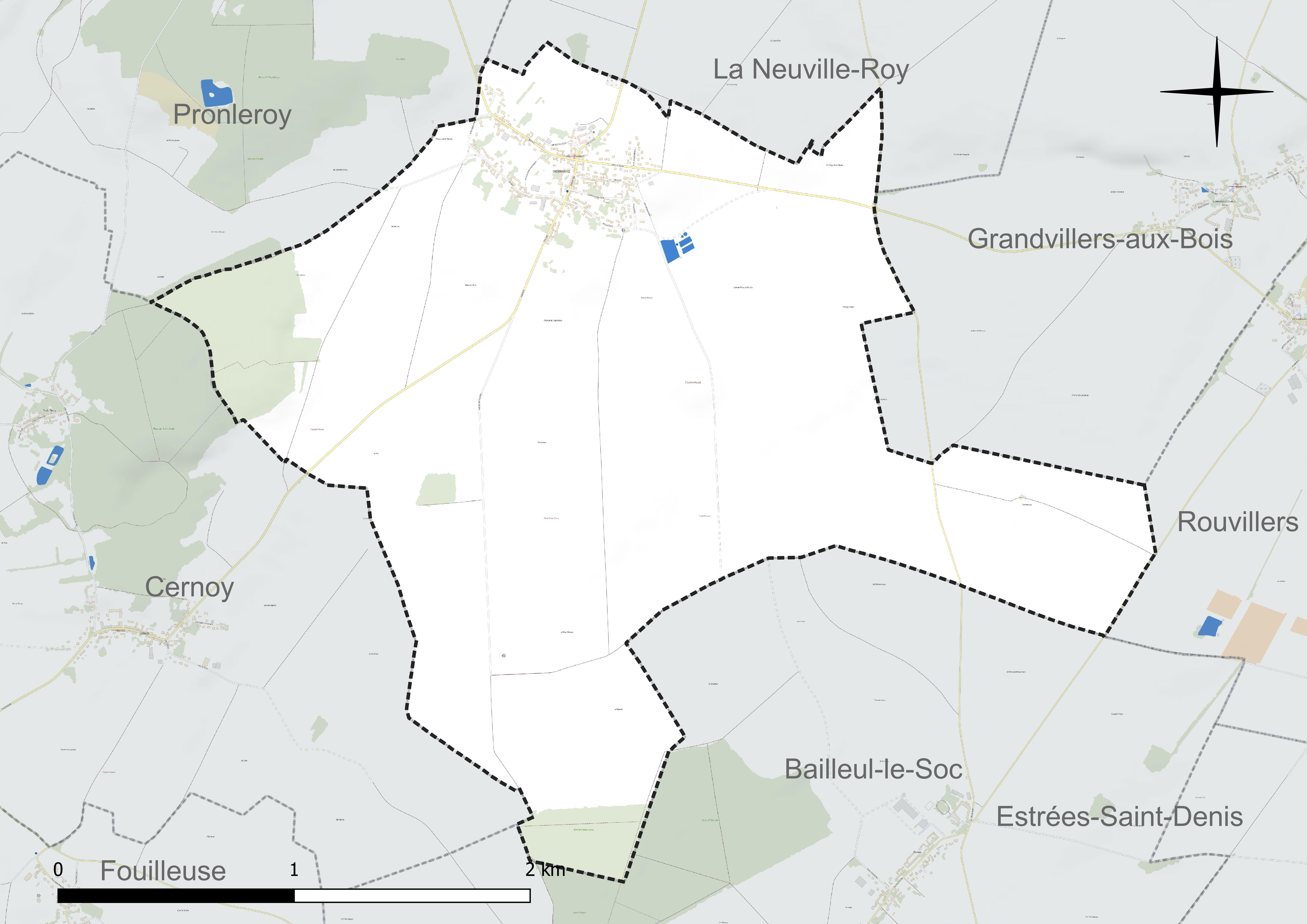
Réseau hydrographique de Cressonsacq.

### Climat
Pour des articles plus généraux, voir Climat des Hauts-de-France et Climat de l'Oise.
En 2010, le climat de la commune est de type climat océanique dégradé des plaines du Centre et du Nord, selon une étude du CNRS s'appuyant sur une série de données couvrant la période 1971-2000. En 2020, Météo-France publie une typologie des climats de la France métropolitaine dans laquelle la commune est exposée à un climat océanique et est dans la région climatique Nord-est du bassin Parisien, caractérisée par un ensoleillement médiocre, une pluviométrie moyenne régulièrement répartie au cours de l'année et un hiver froid (3 °C).
Pour la période 1971-2000, la température annuelle moyenne est de 10,4 °C, avec une amplitude thermique annuelle de 14,8 °C. Le cumul annuel moyen de précipitations est de 669 mm, avec 11,1 jours de précipitations en janvier et 7,9 jours en juillet. Pour la période 1991-2020, la température moyenne annuelle observée sur la station météorologique la plus proche, située sur la commune de Godenvillers à 15 km à vol d'oiseau, est de 11,1 °C et le cumul annuel moyen de précipitations est de 701,9 mm,. Pour l'avenir, les paramètres climatiques de la commune estimés pour 2050 selon différents scénarios d'émission de gaz à effet de serre sont consultables sur un site dédié publié par Météo-France en novembre 2022.

### Milieux naturels
Hormis les espaces bâtis couvrant 26 hectares sur 4 % de la surface communale, le territoire comprend 83 % d'espaces cultivés sur 547 hectares  ainsi que 3 hectares de vergers et de prairies. Les espaces boisés représentés par les bois de Cressonsacq au sud et de Trois-Etots à l'ouest couvrent 7 % du terroir sur 46 hectares,.  Ce dernier constitue une zone naturelle d'intérêt écologique, faunistique et floristique de type 1

## Urbanisme
Beaucoup de maisons ont la caractéristique locale d'être construites en pierres plates de Trois-Étots. Ces anciennes maisons et les constructions plus récentes forment un ensemble harmonieux.

### Typologie
Au 1er janvier 2024, Cressonsacq est catégorisée commune rurale à habitat dispersé, selon la nouvelle grille communale de densité à sept niveaux définie par l'Insee en 2022.
Elle est située hors unité urbaine et hors attraction des villes,.

### Occupation des sols
L'occupation des sols de la commune, telle qu'elle ressort de la base de données européenne d'occupation biophysique des sols Corine Land Cover (CLC), est marquée par l'importance des territoires agricoles (88,5 % en 2018), une proportion identique à celle de 1990 (88,5 %). La répartition détaillée en 2018 est la suivante : 
terres arables (88,5 %), forêts (6,3 %), zones urbanisées (5,2 %). L'évolution de l'occupation des sols de la commune et de ses infrastructures peut être observée sur les différentes représentations cartographiques du territoire : la carte de Cassini (XVIIIe siècle), la carte d'état-major (1820-1866) et les cartes ou photos aériennes de l'IGN pour la période actuelle (1950 à aujourd'hui).

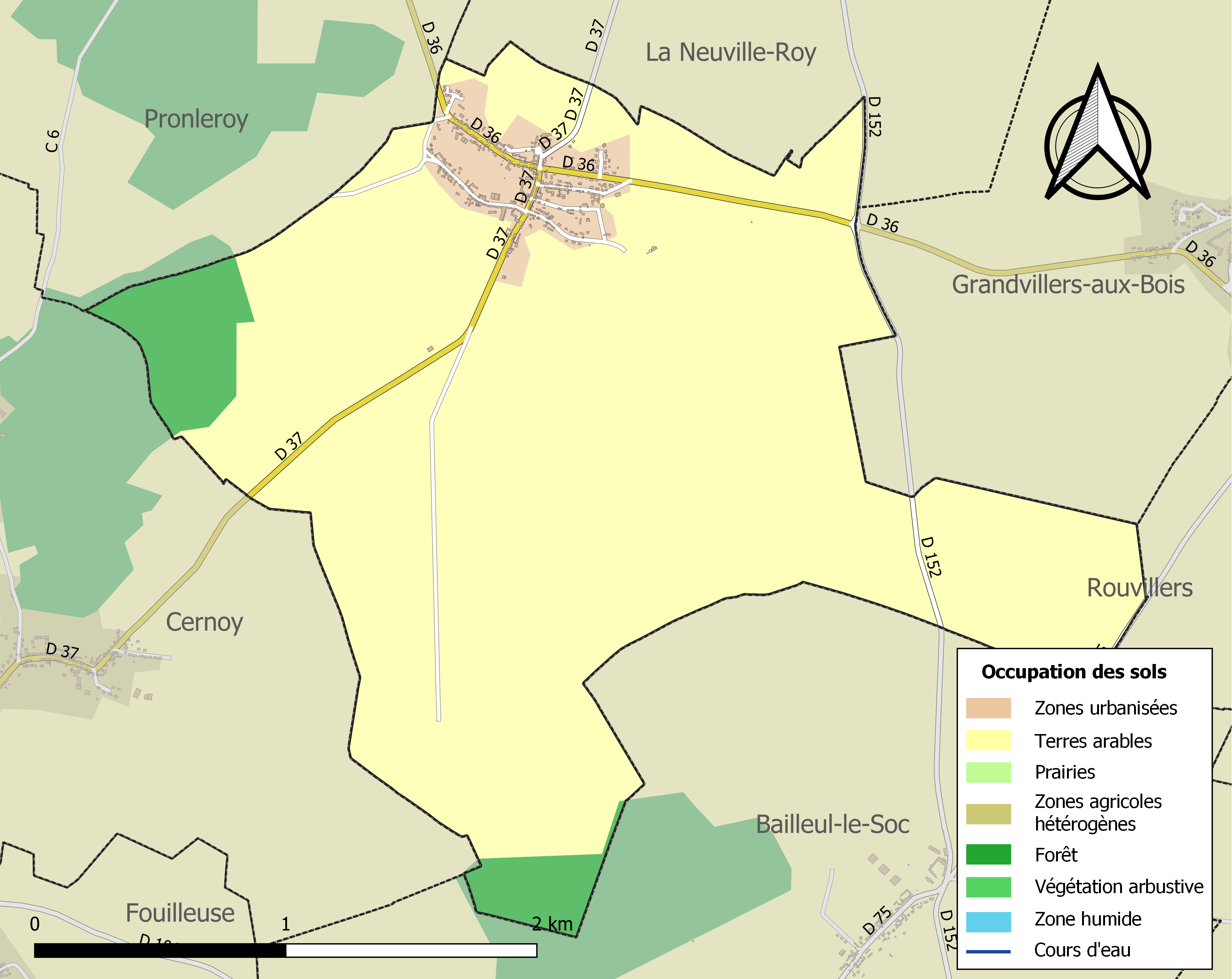
Carte des infrastructures et de l'occupation des sols de la commune en 2018 (CLC).

### Hameaux et lieux-dits
L'habitat communal se situe uniquement dans le chef-lieu, la commune ne possède pas de hameaux.

### Habitat et logement
En 2018, le nombre total de logements dans la commune était de 188, alors qu'il était de 185 en 2013 et de 177 en 2008.
Parmi ces logements, 88,8 % étaient des résidences principales, 6,9 % des résidences secondaires et 4,3 % des logements vacants. Ces logements étaient pour 97,3 % d'entre eux des maisons individuelles et pour 2,7 % des appartements.
Le tableau ci-dessous présente la typologie des logements à Cressonsacq en 2018 en comparaison avec celle de l'Oise et de la France entière. Une caractéristique marquante du parc de logements est ainsi une proportion de résidences secondaires et logements occasionnels (6,9 %) supérieure à celle du département (2,5 %) et à celle de la France entière (9,7 %). Concernant le statut d'occupation de ces logements, 83,1 % des habitants de la commune sont propriétaires de leur logement (82,2 % en 2013), contre 61,4 % pour l'Oise et 57,5 pour la France entière.
| Typologie                                               | Cressonsacq | Oise | France entière |
| ------------------------------------------------------- | ----------- | ---- | -------------- |
| Résidences principales (en %)                           | 88,8        | 90,4 | 82,1           |
| Résidences secondaires et logements occasionnels (en %) | 6,9         | 2,5  | 9,7            |
| Logements vacants (en %)                                | 4,3         | 7,1  | 8,2            |

### Voies de communications et transports
La commune est traversée par 3 routes départementales : la RD 36, la RD 37 et la RD 152. La route départementale 37, de Breuil-le-Sec à Neufvy-sur-Aronde est le principal axe de circulation permettant d'accéder à l'agglomération de Clermont, la plus proche. Elle traverse la commune d'est en ouest par la rue Saint-Remy. La route départementale 36, reliant Saint-Just-en-Chaussée à Jaux près de Compiègne traverse le village d'ouest en est par la rue Neuve et la rue du Jeu-d'Arc. Enfin, la D 152 de Le Ployron à Blincourt ne fait que longer la limite orientale de la commune. La rue du Moulin, ancienne route vers Eraine se termine en impasse au sud de la commune.
La station de chemin de fer la plus proche est la gare d'Estrées-Saint-Denis à 6 km à l'est, desservie par des trains TER Hauts-de-France, express ou omnibus, qui effectuent des missions entre les gares Amiens et de Compiègne. La gare de Saint-Just-en-Chaussée, située à 12 km au nord-ouest, est, elle, desservie par des trains TER Hauts-de-France reliant Paris-Nord à Amiens.
La commune est desservie, en 2023, par les lignes 662, 683, 6301, 6304 et 6343 du réseau interurbain de l'Oise.
Une navette de regroupement pédagogique intercommunal (ligne 6810) relie le village au groupe scolaire de Bailleul-le-Soc, avec les communes de Rouvillers et Grandvillers-aux-Bois.
La commune fait partie d'un dispositif de transport solidaire autonome "Le rezo pouce" autostop volontaire" sécurisant et d'un rézo senior pour les ainés, organisé par la communauté de communes du Plateau Picard.

## Toponymie
La localité a été désignée comme ecclesiam de Cressonessart (1123-4) ; apud Cresson essart (1124) ; Cressonescart (1125) ; apud Cressunessart (1136) ; Cressonessart (1145) ; Drogo de Kersonessart (1165) ; Cressunessart (1166) ; Cressonium essartum (1178) ; Drogonis de Cressonessart (1198) ; Cressunsart (vers 1200) ; apud Cressunessart (1201) ; Kersunessart (1205) ; Creantatio (1205) ; domina Agnes de Cresson eassart (1209) ; Kerson essart (vers 1212) ; Cressonsact (1220) ; Cresonessart (1223) ; Cressonsart (1242) ; Cressonnessart (1243) ; ad molendinum de Cressonessart (1254) ; men meulin de Cressonessart (1281) ; in molendino de Cressonsart (vers 1281) ; de Cressone essardi (1281) ; Cressonium essartatum (1281) ; creson eschart (1285) ; Robert de Cressonsart (XIIIe) ; Cressonsac (1373) ; Cressonezart (1382) ; Theobaldi de cressonessart (XIVe) ; Cressonessard (XVe) ; Cressensac (XVe) ; Cressonsaq (XVe) ; Cressonsé (XVe) ; Cressonsacq (1840), (Creantatio, dans les titres ecclésiastiques du treizième siècle, Cressonium essartaturn).
Dans l'Oise les toponymes, à l'origine , en -sart sont en effet représentés aujourd'hui par des formes en -sacq comme Bretonsacq, un écart de la commune attesté sous les formes Bertranessart (vers 1147) ; Berthennessart (1303) ; la grange de berthemessart (1373) ; la terre de bertransart (1485) ; Berthonsac et Berthonsacq (1611), par corruption, le terme essart a pu se déformer en des noms variés qui, souvent, ne rappellent que de très loin l'essart primitif.

## Histoire
En 1835, Louis Graves indiquait « des lieux nommés le champ dolent et le champ de bataille, indiquent dans la plaine de Cressonsacq le théâtre de combats que la tradition dit avoir été livrés contre les Normands ».
Un prieuré Saint-Martin existait à Cressonsacq et dépendait de l'ordre de Cluny, sur Google Books.
La lignée des premiers seigneurs de Cressonsacq s'éteint au début du XIVe siècle Elle portait « vairé au lion de gueules armé et couronné d'or »
En 1422, le village, implanté alors près du Bois du Cernoy, est totalement détruit et les Anglais démantelèrent l'important château
,. En 1429, la forteresse est restaurée et les villageois, délaissant les ruines de leurs anciennes maisons, s'installent près de celle-ci,.
Sous l'Ancien Régime, Cressensacq relevait du comté de Clermont
En 1835, le village comprenait  un moulin b vent et une sablonnière. Quelques femmnes avaient une activité de couture de gants pour le commerce de Paris.
Au début de la Seconde Guerre mondiale, le 11 juin 1940, en pleine débâcle de l'armée française, a lieu le massacre du bois d'Eraine durant la bataille de France.  Les Allemands massacrent la totalité des Africains, près de 150 hommes  de la 4e division d'infanterie coloniale et du 24e régiment de tirailleurs sénégalais fait prisonniers, et emmènent en détention  comme prisonniers de guerre les soldats métropolitains,.

## Politique et administration

### Rattachements administratifs et électoraux

#### Rattachements administratifs
La commune se trouve depuis 1942 dans l'arrondissement de Clermont du département de l'Oise.
Elle faisait partie depuis 1803 du canton de Saint-Just-en-Chaussée. Dans le cadre du redécoupage cantonal de 2014 en France, cette circonscription administrative territoriale a disparu, et le canton n'est plus qu'une circonscription électorale.

#### Rattachements électoraux
Pour les élections départementales, la commune fait partie depuis 2014 du canton d'Estrées-Saint-Denis
Pour l'élection des députés, elle fait partie de la première circonscription de l'Oise.

### Intercommunalité
Cressonsacq est membre de la communauté de communes du Plateau Picard, un établissement public de coopération intercommunale (EPCI) à fiscalité propre créé fin 1999 et auquel la commune a transféré un certain nombre de ses compétences, dans les conditions déterminées par le code général des collectivités territoriales.

### Liste des maires
| Période                                  | Période                        | Identité             | Étiquette | Qualité                                    |
| ---------------------------------------- | ------------------------------ | -------------------- | --------- | ------------------------------------------ |
| Les données manquantes sont à compléter. |                                |                      |           |                                            |
| 1971                                     | 1983                           | Nelly Hermet         | SE        |                                            |
| 1983                                     | 1986                           | Charles Alexandre    |           |                                            |
| 1986                                     | 1989                           | Hubert Doisy         |           |                                            |
| mars 1989                                | 2014                           | Jean-Jacques Potelle | SE        | Retraité de l'éducation nationale          |
| 2014                                     | En cours (au 13 décembre 2021) | Hubert Doisy         |           | Agriculteur Réélu pour le mandat 2020-2026 |

## Équipements et services publics
En matière d'enseignement primaire, les enfants sont scolarisés au sein d'un regroupement pédagogique intercommunal associant les communes de Bailleul-le-Soc, Cressonsacq, Rouvillers et Grandvillers-aux-Bois dans lequel chaque village conserve son école.
En janvier 2019, 150 élèves fréquentent le regroupement. Une cantine a été créée ainsi qu'une bibliothèque, une salle informatique et une salle d'accueil périscolaire.

## Population et société

### Démographie

#### Évolution démographique
L'évolution du nombre d'habitants est connue à travers les recensements de la population effectués dans la commune depuis 1793. Pour les communes de moins de 10 000 habitants, une enquête de recensement portant sur toute la population est réalisée tous les cinq ans, les populations de référence des années intermédiaires étant quant à elles estimées par interpolation ou extrapolation. Pour la commune, le premier recensement exhaustif entrant dans le cadre du nouveau dispositif a été réalisé en 2007.

En 2022, la commune comptait 437 habitants, en évolution de −3,1 % par rapport à 2016 (Oise : +0,87 %, France hors Mayotte : +2,11 %).
| 1793 | 1800 | 1806 | 1821 | 1831 | 1836 | 1841 | 1846 | 1851 |
| ---- | ---- | ---- | ---- | ---- | ---- | ---- | ---- | ---- |
| 388  | 389  | 426  | 430  | 408  | 418  | 302  | 404  | 362  |

| 1856 | 1861 | 1866 | 1872 | 1876 | 1881 | 1886 | 1891 | 1896 |
| ---- | ---- | ---- | ---- | ---- | ---- | ---- | ---- | ---- |
| 378  | 340  | 374  | 375  | 357  | 371  | 375  | 341  | 312  |

| 1901 | 1906 | 1911 | 1921 | 1926 | 1931 | 1936 | 1946 | 1954 |
| ---- | ---- | ---- | ---- | ---- | ---- | ---- | ---- | ---- |
| 320  | 298  | 292  | 278  | 273  | 270  | 248  | 224  | 219  |

| 1962 | 1968 | 1975 | 1982 | 1990 | 1999 | 2006 | 2007 | 2012 |
| ---- | ---- | ---- | ---- | ---- | ---- | ---- | ---- | ---- |
| 164  | 175  | 187  | 251  | 313  | 385  | 424  | 429  | 446  |

| 2017 | 2022 | - | - | - | - | - | - | - |
| ---- | ---- | - | - | - | - | - | - | - |
| 448  | 437  | - | - | - | - | - | - | - |

#### Pyramide des âges
La population de la commune est relativement jeune.
En 2018, le taux de personnes d'un âge inférieur à 30 ans s'élève à 37,7 %, soit au-dessus de la moyenne départementale (37,3 %). À l'inverse, le taux de personnes d'âge supérieur à 60 ans est de 19,6 % la même année, alors qu'il est de 22,8 % au niveau départemental.
En 2018, la commune comptait 235 hommes pour 208 femmes, soit un taux de 53,05 % d'hommes, largement supérieur au taux départemental (48,89 %).
Les pyramides des âges de la commune et du département s'établissent comme suit.
| Hommes | Classe d’âge | Femmes |
| ------ | ------------ | ------ |
| 0,9    | 90 ou +      | 0,5    |
| 6,1    | 75-89 ans    | 3,9    |
| 14,6   | 60-74 ans    | 13,0   |
| 19,6   | 45-59 ans    | 26,0   |
| 20,1   | 30-44 ans    | 20,1   |
| 14,3   | 15-29 ans    | 15,0   |
| 24,4   | 0-14 ans     | 21,4   |

| Hommes | Classe d’âge | Femmes |
| ------ | ------------ | ------ |
| 0,5    | 90 ou +      | 1,4    |
| 5,5    | 75-89 ans    | 7,6    |
| 15,6   | 60-74 ans    | 16,3   |
| 20,8   | 45-59 ans    | 20     |
| 19,4   | 30-44 ans    | 19,4   |
| 17,6   | 15-29 ans    | 16,2   |
| 20,6   | 0-14 ans     | 19,1   |

## Culture locale et patrimoine

### Lieux et monuments
Cressonsacq compte trois monuments classés ou inscrits à l'inventaire des monuments historiques :
- Église Saint-Martin (XVe et XVIIe siècles) : bâtiment carré avec chœur en saillie qui était la chapelle seigneuriale, à laquelle fut greffée une nef. Un pèlerinage avait lieu le jour de la Saint-Blaise, le 3 février. Le prêtre passait un fil rouge trempé dans l'eau bénite du cou des pèlerins, contre les maux de gorge. Bien que différente, cette tradition est perpétuée par une exposition de peintures le premier dimanche de février. L'édifice a été restauré entre 1990 et 1994. L'église est inscrite au titre des monuments historiques en 1949[44].
- Vestiges de l'ancien château (XIVe siècle) : le château, pris puis démantelé par les Anglais en 1422, est restauré en 1429 et démoli après la Révolution. Il était « flanqué de quatre tours, enceint de fossés larges et profonds, avec pont-levis ; un aqueduc y amenait l'eau des bois de Pronleroy' qui sont distans de demi-lieue. Les murs avaient de sept à quinze pieds d'épaisseur selon les côtés. Un souterrain s'étendait depuis la cour du château jusqu'aux bois de Cressonsacq[2]. »
Il a conservé les ruines de son donjon datant de 1203. Il ne subsiste qu'une des quatre tours d'angle, visible derrière l'ancien cimetière entourant l'église. La forteresse, de plan carré, était entourée de douves, dont quelques traces sont encore facilement repérables de nos jours. Ces vestiges sont inscrits au titre des monuments historiques en 1949[45].
- Calvaire, près de la route de Clermont : il est inscrit  au titre des monuments historiques en 1949[46].

On peut également signaler :
- Monument du 10 juin 1940, érigé en hommage aux 8 officiers français avec leurs tirailleurs. Il se situe près du bois d'Eraine[32]
- Monument aux morts.

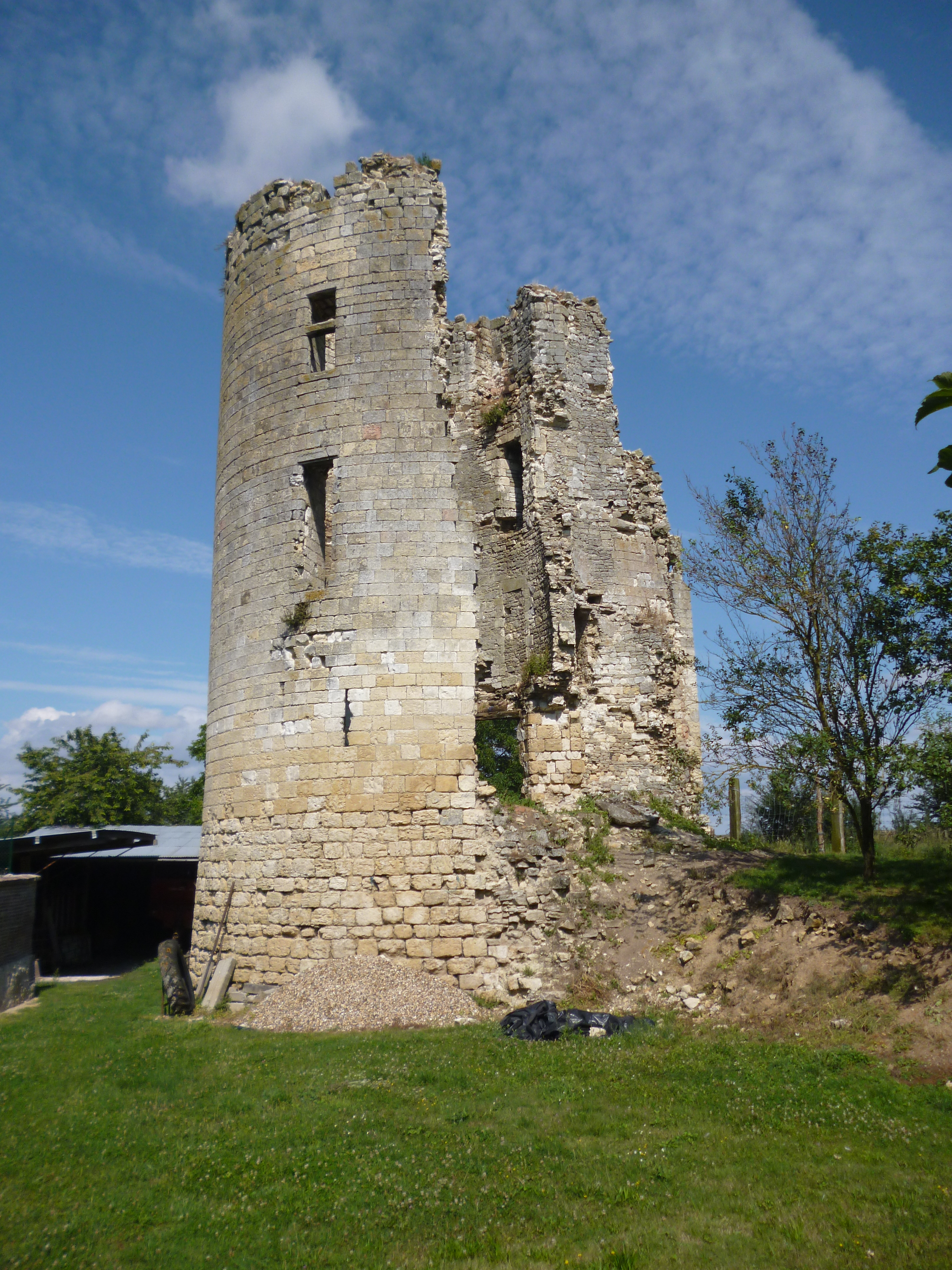
Les ruines du donjon du château.
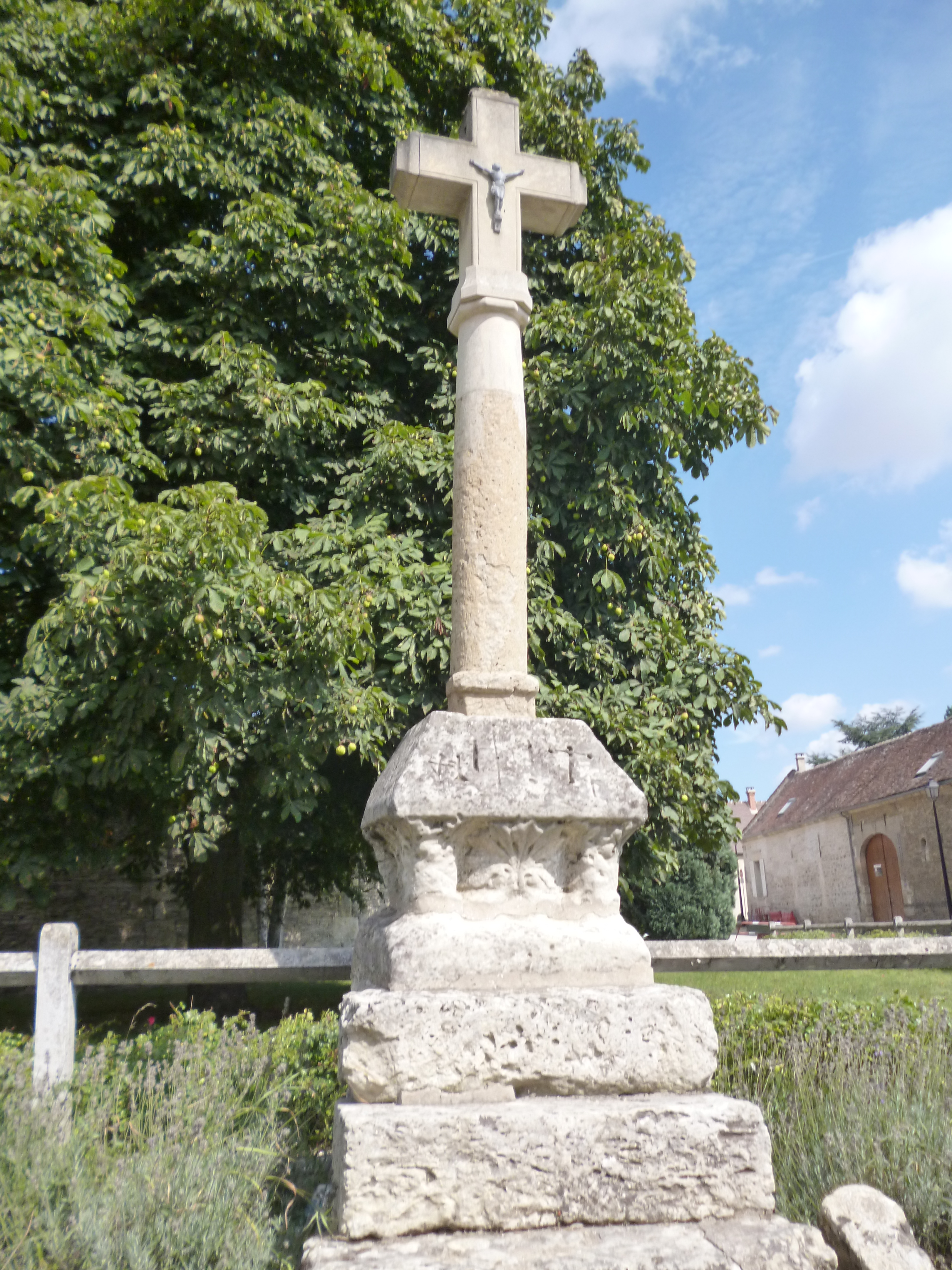
Le calvaire.
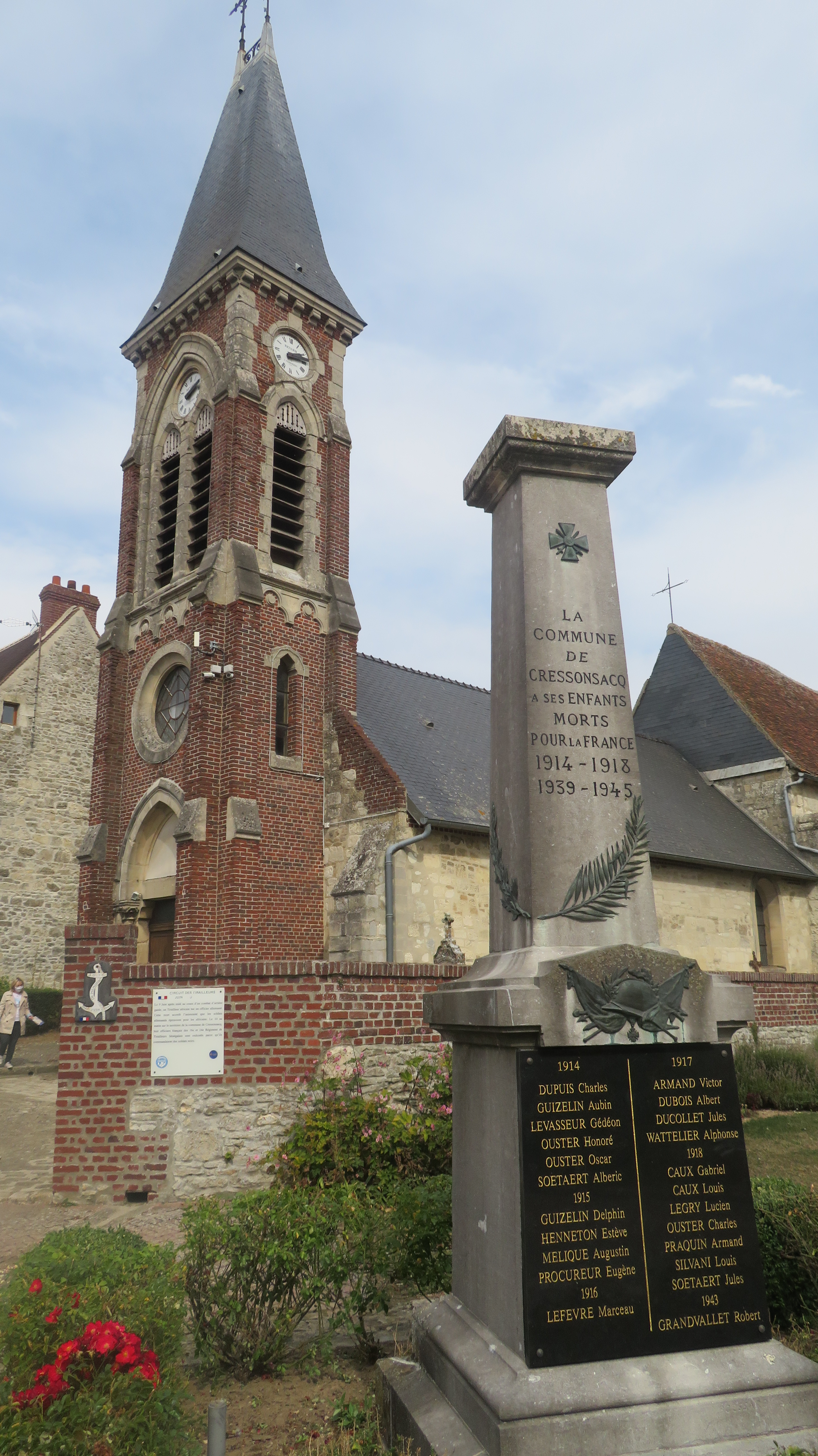
L'église Saint-Martin et le monument aux morts.

### Personnalités liées à la commune
- Hersendis, dame de Cressonsart qui vivait en 1145, est le premier personnage connu de la maison de Cressensacq[2].
- Dreux son fils fit une donation à l'abbaye d'Ourscamps en 1164. Il transige en 1165 devant le roi Louis VII avec Eudes de Taverny, abbé de. Saint-Denis, concernant la forêt de Cressonsacq dont il avait usurpé la plus grande partie[2]..
- Dreux II de Cressonsart, fils du précédent, et l'un, des phis illustres chevaliers de son temps, participe en 1199 à la Quatrième croisade, sous la conduite de Thibaut III de Champagne[2].
- Robert de Cressonsacq, évêque de Beauvais, participe à la Septième croisade pendant laquelle il meurt en 1248 sur l'île de Chypre[27].
- Ogier, président nu parlement, ambassadeur. de France en Danemarck, possède ce domaine en 1753 ; il fait construire la ferme seigneuriale[2].
- M. Hébert, commissaire des guerres et seigneur de Cressonsacq, mort en 1714, lègue 40 000 francs aux pauvres de sa paroisse. et à ceux de Pronlcroy, Grandviller-aux-Bois, Trois-Étots[2].
- Barthelémy Despeaulx, chirurgien qui a contribué au développement de la vaccination dans l'Oise meurt en 1819 et lègue à la commune une école et le presbytère[2]..
- Jean Speckel (1904-1940), militaire.

### Héraldique
| Blason de Cressonsacq | Blason  | De vair au lion de gueules armé lampassée et couronnée d'or. |
| Blason de Cressonsacq | Détails | Le statut officiel du blason reste à déterminer.             |